# Trond Westlie
Trond Ødegård Westlie (født 8. juni 1961) er en norsk-dansk erhvervsleder, der er koncernfinansdirektør (Group Chief Finance Officer) i A.P. Møller-Mærsk.
Westlie er uddannet revisor fra Norges Handelshøyskole i 1987 og var fra 1998 til 2004 ansat i bl.a. Aker som koncernfinansdirektør og viceadministrerende direktør. Derefter kom han til Telenor som vicedirektør og finansdirektør (2004-2009). Han kom til A.P. Møller-Mærsk i 2009. Siden 2012 har han været bestyrelsesmedlem i Danske Bank, ligesom han er bestyrelsesmedlem i Danmarks Skibskredit.